# 何宏禧
何宏禧 (Ivan W H Ho), 現任香港理工大學電機及電子工程學系副教授 。

## 生平
何宏禧分別於2004及2006年，獲得香港中文大學信息工程學系工程學學士及哲學碩士學位，及於2010年，獲得英國倫敦帝國學院電機及電子工程學系哲學博士學位。在修讀博士學位其間，他曾參與由英國工程和自然科學研究委員會及英國運輸局資助的MESSAGE項目，及由美國和英國政府資助的ITA項目。於2007年夏季，他到了位於美國紐約州的IBM T. J. Watson 研究所進行網絡管理研究工作。博士畢業後，他在倫敦帝國學院的系統工程推動小組任博士後研究員，進行智能交通運輸系統研究。於2010年九月，他與數位學者及科研人員於香港科學園共同創立了網進流動科技有限公司，並擔任首席研發工程師，從事無線網狀網絡研究。

## 外部連結
- 個人網頁（页面存档备份，存于）（英文）